# Struthisca
Struthisca is een geslacht van vlinders van de familie van de zakjesdragers (Psychidae). De wetenschappelijke naam van dit geslacht is voor het eerst voorgesteld door Edward Meyrick in een publicatie uit 1905.

## Soorten
- S. adversa (Meyrick, 1919)
- S. agitata Meyrick, 1913
- S. amphizela Meyrick, 1916
- S. amydrota (Meyrick, 1920)
- S. antibola (Meyrick, 1919)
- S. aphanodes (Meyrick, 1919)
- S. areata Meyrick, 1908
- S. capnoscia (Meyrick, 1919)
- S. charadrias Meyrick, 1907
- S. famula (Meyrick, 1920)
- S. farinosa (Meyrick, 1919)
- S. halophanta (Meyrick, 1921)
- S. hexaspila (Meyrick, 1919)
- S. holoscia Meyrick, 1905
- S. hormotris Meyrick, 1909
- S. hygropis (Meyrick, 1936)
- S. liopercna (Meyrick, 1917)
- S. megophthalma (Meyrick, 1932)
- S. mesocentra Meyrick, 1905
- S. micropsycha (Meyrick, 1919)
- S. myriopleura (Meyrick, 1931)
- S. mysteris Meyrick, 1907
- S. omichlodes Meyrick, 1908
- S. ophryota (Meyrick, 1917)
- S. perlucescens (Meyrick, 1927)
- S. phthonera (Meyrick, 1919)
- S. ptochodoxa (Meyrick, 1934)
- S. siderarcha Meyrick, 1905
- S. subalba Sobczyk, 2019
- S. thranitis Meyrick, 1905
- S. tumescens (Meyrick, 1935)
- S. vafra (Meyrick, 1921)
- S. zascia (Meyrick, 1920)
- S. zygitis Meyrick, 1907